# Ana de Habsburgo-Jagelão
Ana de Habsburgo-Jagelão (Praga, 7 de julho de 1528 – Munique, 17 de outubro de 1590) foi uma arquiduquesa da Áustria por nascimento, como a terceira criança do imperador Fernando I e de Ana da Boêmia e Hungria.
Seu pai a comprometeu em matrimonio, em 1545 com o duque Carlos de Angouleme, filho de Francisco I de França, mas a morte deste pôs fim ao projeto.
Em 1546 se casou com o duque Alberto V da Baviera, chamado O Magnanimo. Deste casamento nasceram 7 filhos.

## Casamento e Descendência

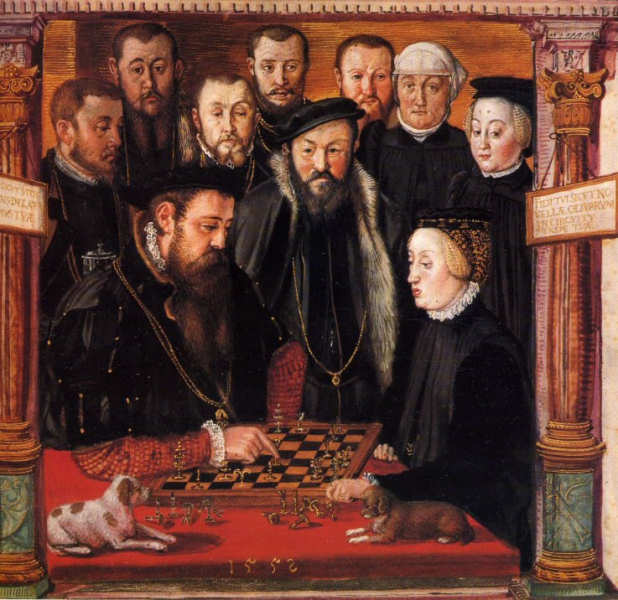
A arquiduquesa Ana de Austria e seu marido,o duque Alberto V de Baviera, jogando xadrez

Do seu casamento com Alberto V da Baviera nasceram sete crianças:
1. Carlos (1547);
2. Guilherme (1548–1626), que sucedeu ao pai como Guilherme V, Duque da Baviera;
3. Fernando (1550–1608), militar, casou morganáticamente;
4. Maria Ana (1551–1608)
5. Maximiliana Maria (1552–1614)
6. Frederico (1553–1554)
7. Ernesto da Baviera (1554–1612), Arcebispo-Eleitor de Colónia 1583–1612